# 生麦
生麦（なまむぎ）は、神奈川県横浜市鶴見区の地名。現行行政地名は生麦一丁目から生麦五丁目。住居表示実施済み区域。1980年（昭和55年）7月28日に廃止された生麦町（なまむぎちょう）についてもこの項で述べる。
文久2年8月21日に生麦村を通行していた薩摩藩国父である島津久光の行列に乱入した騎馬のイギリス人を薩摩藩士が殺傷（無礼討ち）する事件が発生し（生麦事件）、この事件を発端に薩英戦争と呼ばれる薩摩藩とイギリスとの戦争が勃発した。

## 地理
北西で岸谷四丁目、北で鶴見一丁目、北東で鶴見中央五丁目、鶴見川を跨いで東で下野谷町・小野町・末広町、南で大黒町、南西で守屋町、西で神奈川区子安通・子安台一丁目と隣接する。京急本線の花月総持寺駅・生麦駅及びJR東日本鶴見線・国道駅があり、旧東海道および国道15号線（第一京浜）が通過する。1862年9月14日（文久2年8月21日）に起こった生麦事件が有名で、生麦駅近くに事件の石碑が残っている。汎称地名として、1980年（昭和55年）まで存在した生麦町の町域全体を指して呼ぶ場合がある。この場合は生麦のほか岸谷、鶴見、鶴見中央の一部も含まれる。生麦二丁目は全域が工業専用地域に指定されているため住居はない。

### 面積
面積は以下の通りである。
| 丁目       | 面積（km²） |
| ---------- | ----------- |
| 生麦一丁目 | 0.438       |
| 生麦二丁目 | 0.357       |
| 生麦三丁目 | 0.181       |
| 生麦四丁目 | 0.213       |
| 生麦五丁目 | 0.243       |
| 計         | 1.432       |

### 地価
住宅地の地価は、2025年（令和7年）1月1日の公示地価によれば、生麦4-23-8の地点で28万2000円/m²となっている。

## 歴史

### 地名の由来
江戸幕府二代将軍・徳川秀忠の行列がこの地を通る際、道に水が溜まっており、通行ができなかった。そこで、村の人たちが、街道の脇の生麦を刈り取り道に敷き、その上を行列に通らせた。秀忠は感謝として、この一帯に生麦という地名を与え、村人に漁業を営むに関して特別な権利を与えた。

### 沿革
古来は武蔵国橘樹郡貴志（岸）村と称した。江戸時代に生麦村に改称。「御菜八ヶ浦」の一つとされ、漁業が盛んであった。
- 1862年9月14日（文久2年8月21日） - 生麦事件発生。
- 1878年（明治11年）11月20日 - 隣接する鶴見村に合併。
- 1889年（明治22年）4月1日 -市町村制発足に伴い、寺尾村・鶴見村と統合し 生見尾村（うみおむら）の大字になる。
- 1905年（明治38年）12月24日 - 京浜電気鉄道（現・京浜急行電鉄）開業。生麦駅が設置される。
- 1921年（大正10年）4月1日 - 町制を施行して鶴見町の大字になる。
- 1927年（昭和2年）4月1日 - 横浜市に編入され、大字生麦を廃して生麦町が置かれる[10]。
- 1927年（昭和2年）10月1日 - 区制が施行されて鶴見区に編入される[11]。
- 1928年（昭和3年）6月1日 - 横浜市電が生麦まで延伸。
- 1933年（昭和8年） - 潤光学園（現・法政大学国際高等学校）が字岸谷に設立される。
- 1936年（昭和11年）
  - 10月20日 - 耕地整理に伴い、鶴見町との境界を変更する[12]。
  - 11月1日 - 耕地整理に伴い、一部を神奈川区子安町に編入する[12]。
- 1939年（昭和14年）1月20日 - 土地区画整理事業に伴い、東寺尾町の一部を編入する[12]。
- 1943年（昭和18年）7月13日 - 埋立地を編入する[13]。
- 1963年（昭和38年)11月9日 - 国鉄鶴見事故発生。
- 1966年（昭和41年）8月1日 - 横浜市電生麦線廃止。
- 1967年（昭和42年）5月1日 - 生麦地区の住居表示を実施。生麦一丁目 - 五丁目と岸谷一丁目 - 四丁目を新設し、生麦町の大部分が生麦一丁目 - 五丁目と岸谷一丁目 - 四丁目、東寺尾町、鶴見町、神奈川区子安台一丁目、子安通、守屋町に編入[14]。
- 1971年（昭和46年）10月　大黒埠頭・扇島の埋め立てによる漁業補償交渉妥結。江戸時代以来の生麦の漁業は終焉を迎える。
- 1972年（昭和47年）6月5日 - 東寺尾・馬場地区の住居表示を実施。生麦町残存部のうち、東海道本線より山側の地区が新設の鶴見一丁目に編入[15]。
- 1980年（昭和55年）7月28日 - 鶴見駅東口地区の住居表示を実施。生麦町残存部が新設の鶴見中央五丁目に編入、同日生麦町消滅[16]。

住居表示実施後は、生麦一丁目 - 五丁目を指して「生麦」と呼ぶことが多い。

## 世帯数と人口
2025年（令和7年）6月30日現在（横浜市発表）の世帯数と人口は以下の通りである。生麦二丁目の人口は秘匿となっている。
| 丁目       | 世帯数    | 人口     |
| ---------- | --------- | -------- |
| 生麦一丁目 | 1,487世帯 | 2,050人  |
| 生麦三丁目 | 2,706世帯 | 3,937人  |
| 生麦四丁目 | 2,761世帯 | 4,723人  |
| 生麦五丁目 | 2,593世帯 | 3,820人  |
| 計         | 9,547世帯 | 14,530人 |

### 人口の変遷
国勢調査による人口の推移。
| 年                 | 人口   |
| ------------------ | ------ |
| 1995年（平成7年）  | 13,857 |
| 2000年（平成12年） | 13,285 |
| 2005年（平成17年） | 13,703 |
| 2010年（平成22年） | 13,115 |
| 2015年（平成27年） | 13,221 |
| 2020年（令和2年）  | 13,515 |

### 世帯数の変遷
国勢調査による世帯数の推移。
| 年                 | 世帯数 |
| ------------------ | ------ |
| 1995年（平成7年）  | 6,272  |
| 2000年（平成12年） | 6,284  |
| 2005年（平成17年） | 6,882  |
| 2010年（平成22年） | 6,878  |
| 2015年（平成27年） | 7,283  |
| 2020年（令和2年）  | 8,124  |

## 学区
市立小・中学校に通う場合、学区は以下の通りとなる（2024年11月時点）。
| 丁目       | 番・番地等             | 小学校             | 中学校             |
| ---------- | ---------------------- | ------------------ | ------------------ |
| 生麦一丁目 | 全域                   | 横浜市立岸谷小学校 | 横浜市立生麦中学校 |
| 生麦二丁目 | 全域                   | 横浜市立生麦小学校 | 横浜市立生麦中学校 |
| 生麦三丁目 | 3〜6番 9〜12番 16番    | 横浜市立生麦小学校 | 横浜市立生麦中学校 |
| 生麦三丁目 | 1〜2番 7〜8番 13〜15番 | 横浜市立岸谷小学校 | 横浜市立生麦中学校 |
| 生麦四丁目 | 全域                   | 横浜市立生麦小学校 | 横浜市立生麦中学校 |
| 生麦五丁目 | 全域                   | 横浜市立生麦小学校 | 横浜市立生麦中学校 |

## 事業所
2021年（令和3年）現在の経済センサス調査による事業所数と従業員数は以下の通りである。
| 丁目       | 事業所数  | 従業員数 |
| ---------- | --------- | -------- |
| 生麦一丁目 | 73事業所  | 1,359人  |
| 生麦二丁目 | 49事業所  | 1,706人  |
| 生麦三丁目 | 118事業所 | 1,393人  |
| 生麦四丁目 | 80事業所  | 558人    |
| 生麦五丁目 | 133事業所 | 682人    |
| 計         | 453事業所 | 5,698人  |

### 事業者数の変遷
経済センサスによる事業所数の推移。
| 年                 | 事業者数 |
| ------------------ | -------- |
| 2016年（平成28年） | 475      |
| 2021年（令和3年）  | 453      |

### 従業員数の変遷
経済センサスによる従業員数の推移。
| 年                 | 従業員数 |
| ------------------ | -------- |
| 2016年（平成28年） | 5,568    |
| 2021年（令和3年）  | 5,698    |

## 施設
- 生麦温泉 - 生麦三丁目 - 五丁目に点在する銭湯。泉質はナトリウム - 炭酸水素塩冷鉱泉で、いわゆる黒湯。「鶴見温泉」とも「横浜温泉」とも称される。
- 生麦魚河岸通り - 生麦魚介商組合加盟の専門鮮魚店が旧東海道沿いに建ち並ぶ。一般消費者も気軽に利用できる「朝市」の街として有名だが、本来は小口卸売を専業としている店が多いため、正午以降は殆ど営業していない。
- キリンビアビレッジ - キリンビール横浜工場およびレストラン。見学コースがあり、オリジナルビールもある。キリンビールは横浜発祥だが、当地は発祥の地でも本店所在地でもない。
- 横浜市営バス鶴見営業所 - 横浜市営バスの営業所。もともとは横浜市電の車庫。
- 鶴見川河口干潟「貝殻浜」- 横浜市北東部唯一の干潟であり、自然公園として2006年に整備された。
- 生見尾踏切 - 生麦三丁目にあるJR東日本の踏切。全長45mと長大なこともあり、しばしば死亡事故が発生。歩道橋の設置および廃止が検討されている[26]。
- あなごを食べられる店が多い。

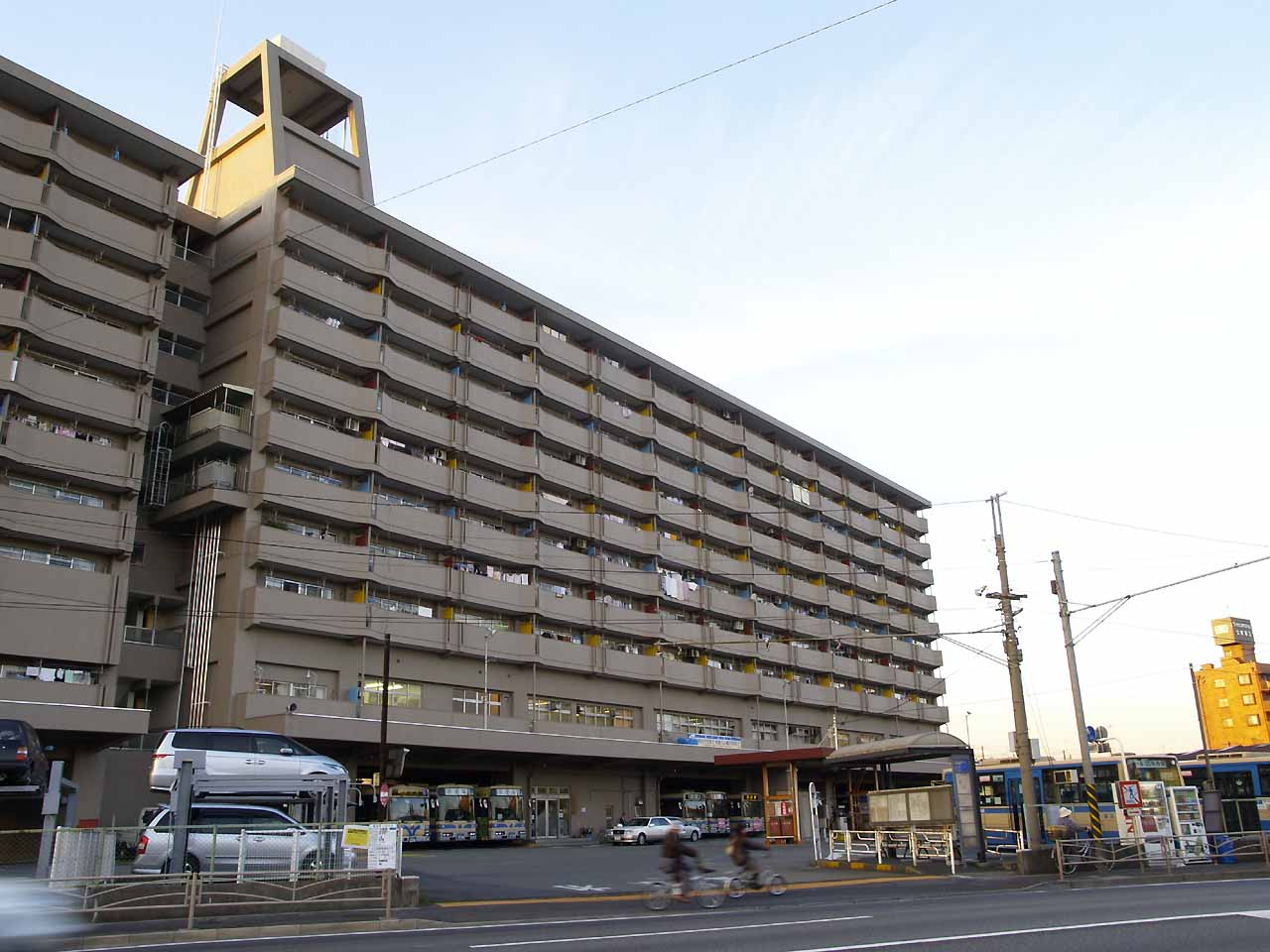
横浜市営バス鶴見営業所。高層の市営住宅を併設している。
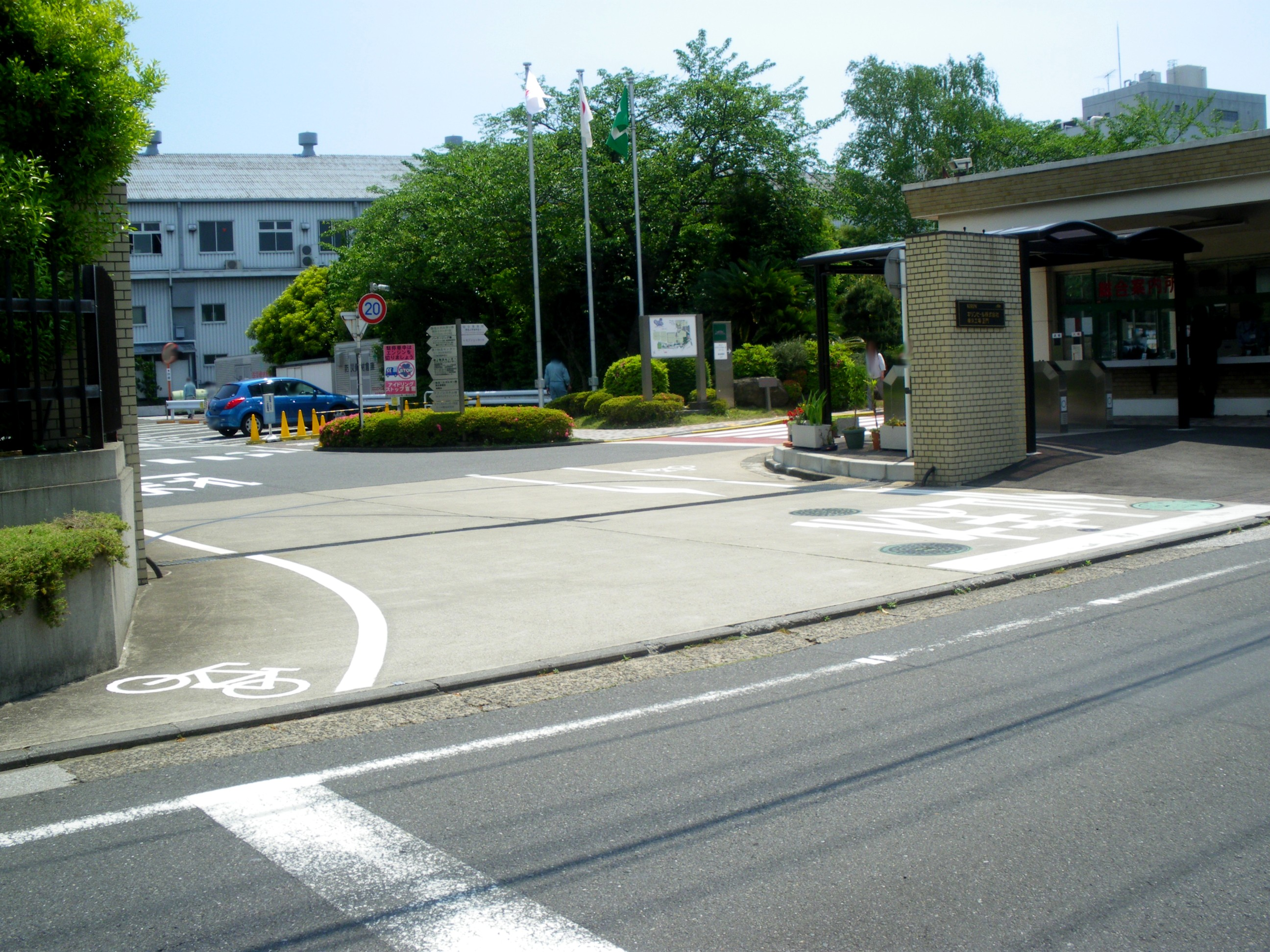
キリンビール横浜工場。
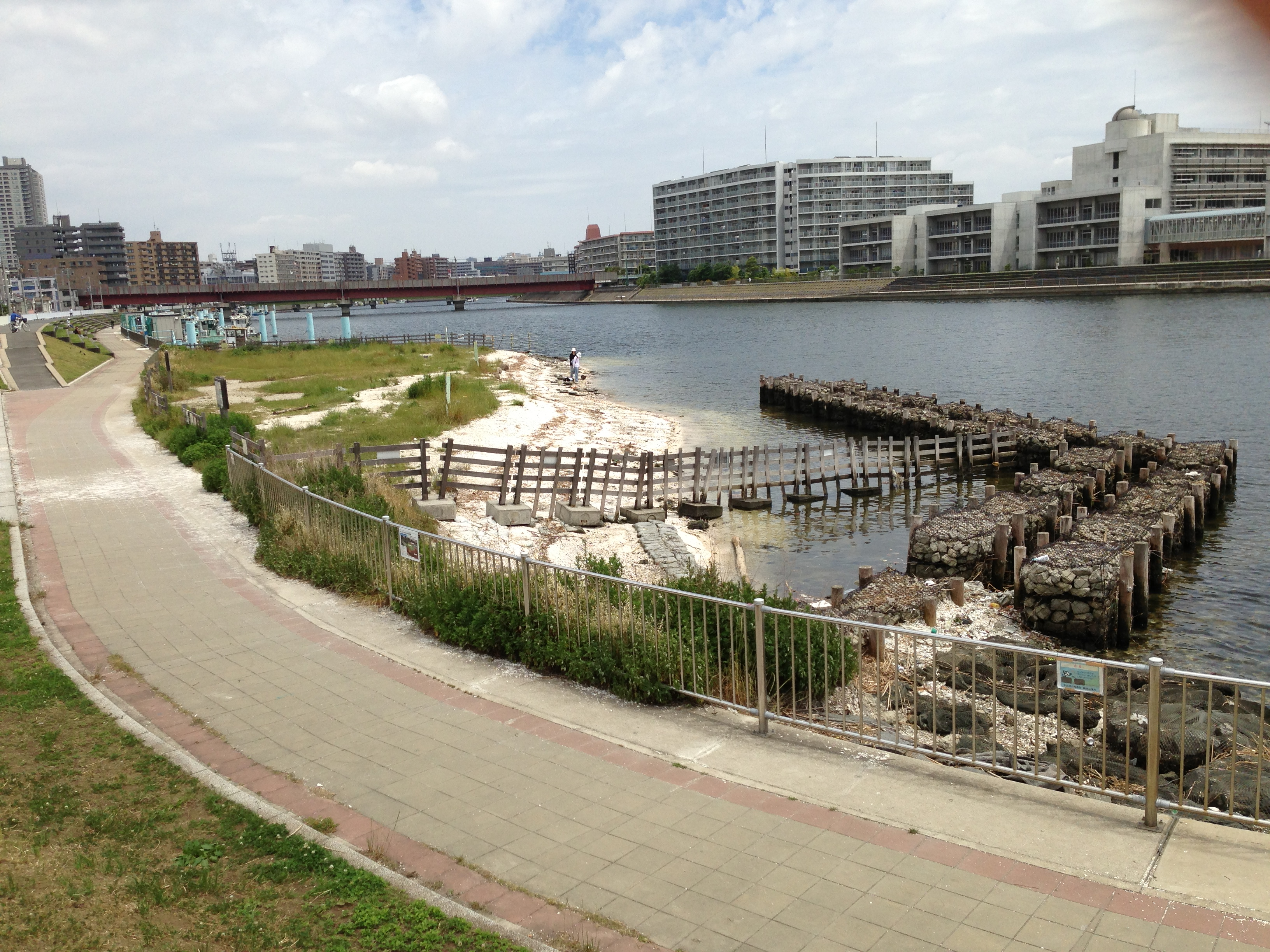
鶴見川河口の貝殻浜。
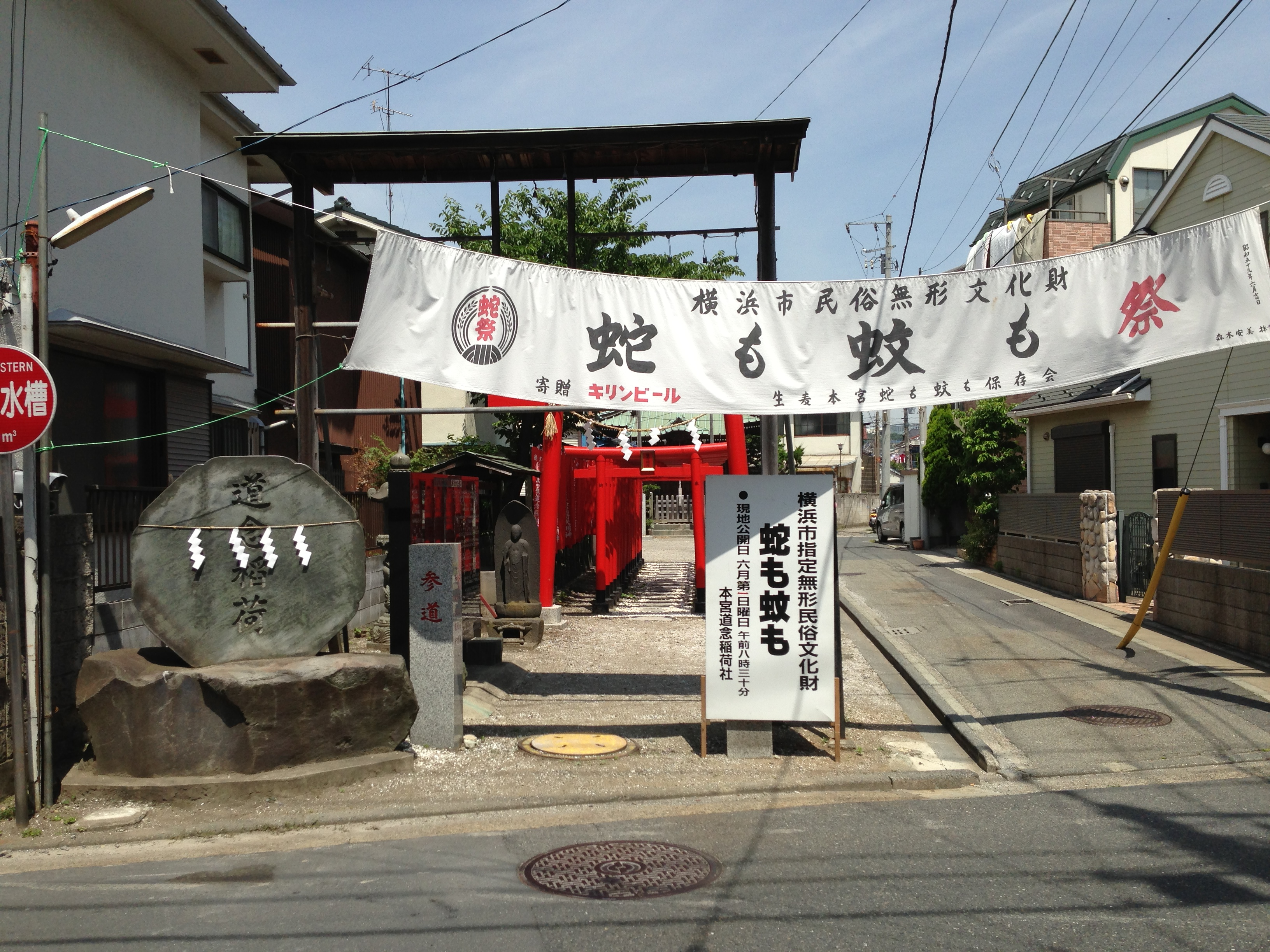
道念稲荷神社。例年6月の第一日曜日には、横浜市の無形民俗文化財に指定されている「蛇も蚊も」祭が行われる。

## その他

### 日本郵便
- 郵便番号 : 230-0052[3]（集配局：鶴見郵便局[27]）

### 警察
町内の警察の管轄区域は以下の通りである。
| 丁目       | 番・番地等 | 警察署     | 交番・駐在所 |
| ---------- | ---------- | ---------- | ------------ |
| 生麦一丁目 | 全域       | 鶴見警察署 | 生麦交番     |
| 生麦二丁目 | 全域       | 鶴見警察署 | 生麦交番     |
| 生麦三丁目 | 全域       | 鶴見警察署 | 生麦交番     |
| 生麦四丁目 | 全域       | 鶴見警察署 | 生麦交番     |
| 生麦五丁目 | 全域       | 鶴見警察署 | 生麦交番     |